# Marcos Liendo
Marcos Jesús Liendo Sivira (Barinas, 8 novembre 1989) è un allenatore di pallavolo ed ex pallavolista venezuelano naturalizzato portoricano, nel ruolo di libero, allenatore dei Caribes de San Sebastián, del Colegio Adianez e assistente allenatore delle Atenienses de Manatí.

## Carriera

### Giocatore

#### Club
La carriera di Marcos Liendo inizia a livello giovanile nella formazione statale di Barinas, con la quale prende parte ai tornei giovanili venezuelani. Per motivi di studio si trasferisce in Porto Rico, dove gioca prima per la sua università, la Turabo, poi a livello professionistico, debuttando nella stagione 2013-14 nella Liga de Voleibol Superior Masculino coi Plataneros de Corozal, giocando come schiacciatore; al termine degli impegni in Porto Rico torna in Venezuela, giocando la seconda parte della Liga Venezolana de Voleibol 2013-14 con gli Huracanes de Bolívar e vincendo lo scudetto.
Nella stagione seguente, a causa della mancata iscrizione della sua franchigia, gioca prima per i Gigantes de Carolina e poi per gli Indios de Mayagüez, venendo premiato alla fine del torneo come miglior libero ed inserito nello All-Star Team; nuovamente torna a giocare per gli Huracanes de Bolívar, vincendo ancora uno scudetto.
Nel campionato 2015 ritorna a vestire la maglia dei Plataneros de Corozal, restandovi due annate, nelle quali viene occasionalmente impiegato come schiacciatore, prima di approdare nella stagione 2017 ai Capitanes de Arecibo. Per la LVSM 2018 si accasa ai Changos de Naranjito, impiegato nuovamente schiacciatore, mentre nell'edizione successiva del torneo veste per la seconda volta in carriera la maglia degli Indios de Mayagüez, con i quali torna a giocare come libero.
Dopo la cancellazione del campionato portoricano nel 2020, torna in campo nel corso della Liga de Voleibol Superior Masculino 2021 coi Caribes de San Sebastián. Salta anche l'inizio della Liga de Voleibol Superior Masculino 2023, per via dei suoi impegni come allenatore, rientrando in campo nella seconda parte del torneo coi Caribes de San Sebastián e conquistando lo scudetto.

### Allenatore
Inizia la carriera da allenatore nei tornei scolastici portoricani, con la squadra femminile del Colegio Adianez. Viene quindi ingaggiato dalle Atenienses de Manatí, facendo da assistente a Ramón Lawrence nella Liga de Voleibol Superior Femenino 2024. Ricopre il ruolo di allenatore dei Caribes de San Sebastián a partire dalla Liga de Voleibol Superior Masculino 2024.

## Palmarès

### Club
- Campionato venezuelano maschile: 2

2013-14, 2015
- Campionato portoricano: 1

2023

### Premi individuali
- 2014 - Liga de Voleibol Superior Masculino: Miglior libero
- 2014 - Liga de Voleibol Superior Masculino: All-Star Team